# 로런 슈밋 히스릭
로런 슈밋 히스릭(영어: Lauren Schmidt Hissrich)은 미국의 TV 프로그램 연출가이다. 《웨스트 윙》, 《더 프랙티스》, 《데어데블》, 《디펜더스》, 《엄브렐라 아카데미》 등의 드라마 시나리오를 썼고, 2019년 공개되는 넷플릭스의 《위쳐》의 총괄 제작자를 맡고 있다. 오하이오주에서 태어나 위튼버그 대학교에서 문학과 창작을 공부했고 TV 연출가 마이클 히스릭과 결혼하였다.

## 연출 작품 목록
- 《데어데블》(넷플릭스)
  - 시즌2 3화 "Kinbaku"
  - 시즌2 9화 "Seven Minutes in Heaven"
  - 시즌2 12화 "The Dark at the End of the Tunnel"

- 《웨스트 윙》(NBC)
  - 시즌4 8화 "Process Stories"
  - 시즌4 16화 "The California 47th"
  - 시즌5 6화 "Disaster Relief"
  - 시즌5 18화 "Access"
  - 시즌7 13화 "The Cold"
  - 시즌7 16화 "Election Day Part I"